# Lijst van voetbalinterlands Polen - Sovjet-Unie
Deze lijst van voetbalinterlands is een overzicht van alle officiële voetbalwedstrijden tussen de nationale teams van Polen en de Sovjet-Unie. De landen speelden elf keer tegen elkaar. De eerste ontmoeting, een kwalificatiewedstrijd voor het Wereldkampioenschap voetbal 1958, werd gespeeld in Moskou op 23 juni 1957. Het laatste duel, een vriendschappelijke wedstrijd, vond plaats op 23 augustus 1989 in Lubin.

## Wedstrijden
| №  | Plaats    | Datum            | Competitie           | Wedstrijd           | Uitslag |
| -- | --------- | ---------------- | -------------------- | ------------------- | ------- |
| 1  | Moskou    | 23 juni 1957     | WK 1958 kwalificatie | Sovjet-Unie – Polen | 3 – 0   |
| 2  | Chorzów   | 20 oktober 1957  | WK 1958 kwalificatie | Polen – Sovjet-Unie | 2 – 1   |
| 3  | Leipzig   | 24 november 1957 | WK 1958 kwalificatie | Polen – Sovjet-Unie | 0 – 2   |
| 4  | Moskou    | 19 mei 1960      | Vriendschappelijk    | Sovjet-Unie – Polen | 7 – 1   |
| 5  | Warschau  | 21 mei 1961      | Vriendschappelijk    | Polen – Sovjet-Unie | 1 – 0   |
| 6  | Wolgograd | 7 september 1977 | Vriendschappelijk    | Sovjet-Unie – Polen | 4 – 1   |
| 7  | Barcelona | 4 juli 1982      | WK 1982              | Polen – Sovjet-Unie | 0 – 0   |
| 8  | Chorzów   | 22 mei 1983      | EK 1984 kwalificatie | Polen – Sovjet-Unie | 1 – 1   |
| 9  | Moskou    | 9 oktober 1983   | EK 1984 kwalificatie | Sovjet-Unie – Polen | 2 – 0   |
| 10 | Moskou    | 1 juni 1988      | Vriendschappelijk    | Sovjet-Unie – Polen | 2 – 1   |
| 11 | Lubin     | 23 augustus 1989 | Vriendschappelijk    | Polen – Sovjet-Unie | 1 – 1   |

## Samenvatting
| Competitie        | Totaal gespeeld | Winst Polen | Gelijk | Winst Sovjet-Unie | Doelsaldo Polen – Sovjet-Unie |
| ----------------- | --------------- | ----------- | ------ | ----------------- | ----------------------------- |
| WK-eindronde      | 1               | 0           | 1      | 0                 | 0 − 0                         |
| WK-kwalificatie   | 3               | 1           | 0      | 2                 | 2 − 6                         |
| EK-kwalificatie   | 2               | 0           | 1      | 1                 | 1 − 3                         |
| Vriendschappelijk | 5               | 1           | 1      | 3                 | 5 − 14                        |
| Totaal            | 11              | 2           | 3      | 6                 | 8 − 23                        |